# 上垣皓太朗
上垣 皓太朗（うえがき こうたろう、2001年1月6日 - ）は、フジテレビのアナウンサー。兵庫県西宮市出身

## 来歴
東大寺学園高等学校を卒業。一年間の浪人を経て、2020年4月、大阪大学文学部人文学科に入学。2024年3月に同大学を卒業。
2024年4月、フジテレビに入社。
入社から1週間後、研修の一環として土曜プレミアム『FNS明石家さんまの推しアナGP』（4月20日放送）のスタジオ収録を見学していたところ、新人らしからぬ佇まいが司会の明石家さんまをはじめ出演者らの目に留まり、推しアナGPに選ばれた。
2024年7月より、『めざましどようび』のお天気キャスターを務めている。男性アナウンサーが同番組のお天気キャスターを務めるのは木村拓也以来9年ぶりとなる。10月より、『めざましテレビ』水曜コーナー「ココ調」も担当となる（同期の高崎と隔週交代）
2024年10月より、キャラクタービジネス専門番組『キャラビズジャーナル』のMCを単独で務めている。同番組はフジテレビにとって初のコンテンツであり、上垣にとって地上波レギュラー番組初MCである。

## 人物
- アナウンサーを目指すきっかけとなったのは、災害報道や防災報道に取り組むアナウンサーの姿に感銘を受けたことが大きい。また、幼少期に母が聴かせてくれたラジオ番組『JET STREAM』のイージーリスニングCDから流れる城達也のナレーションに魅了され、声で伝えることの面白さに興味を持ったという[10][注釈 2]。国語の教員免許を有していることもあり、丁寧で的確な言葉を用いて正確に伝わるアナウンスやレポートを心がけている[11][12][注釈 3]。
- 「皓太朗」という名には、その漢字が意味するように、明るく朗らかに育って欲しいという願いが込められている。ひとりっ子である[12]。
- 自身の性格はマイペースであると自負している。一方で、失敗や叱責を受けると暫く引き摺ってしまう一面があるという[12]。
- 教員免許（高校地理歴史・高校国語・中学国語）、防災士、二級小型船舶免許[注釈 4]、酒類販売管理者[注釈 5]の資格を持つ[1]。大学ではオーラル・ヒストリーを専門に学んだ[12][13]。
- 趣味は銭湯での長風呂。AMラジオを聴くこと。鉄道ファンでもある。また、俳句も嗜み、第三十四回伊藤園お〜いお茶新俳句大賞において佳作に入選している[14][15]。
- 高校時代は歴史部、鉄道研究部に所属[16]。大学では体育会ヨット部に所属していた[17][注釈 6]。
- 高低差のある地形を偏愛していると語り、地形図を確認しながらの街歩きは趣味であり特技である[18]。
- 読書家。大学2年生の時には学内で行われた司馬遼太郎作品の書評合戦（ビブリオバトル）にエントリーし、『街道をゆく 奈良散歩』を紹介した上垣が最多票を獲得した[19]。
- 好きな音楽はくるりの『琥珀色の街、上海蟹の朝』。他に昭和歌謡曲も好んでおり、カラオケの十八番はキャンディーズの『暑中お見舞い申し上げます』[12]。
- 好きな食べ物はシャインマスカット。苦手な食べ物はマカロニサラダ[12]。
- 好きなスポーツはスピードスケート、競馬（共に観戦）。競馬実況に定評のある青嶋達也に憧れており、いずれは自身も競馬実況をしてみたいという夢がある[20]。2024年末にアナウンス室競馬班に所属した[21]。
- 就職活動時、軽部真一に肖り、蝶ネクタイを締めた写真を添付したエントリーシートを提出した[3]。
- アナウンサー就職活動時に知り合った秦令欧奈（関西テレビアナウンサー）とは友情を育んでおり、「ガッキー」「れおな」と呼び合う仲である[22]。
- 2024年12月、オリコンが毎年実施している『好きな男性アナウンサーランキング』において、4位にランクインした。入社1年目の新人アナウンサーが同企画にランクインするのは初の快挙である[23][24]。

## 出演番組
レギュラー出演番組・キャスター名（地上波）
| 期間    | 期間   | 月曜日   | 火曜日   | 水曜日                                      | 木曜日   | 金曜日   | 土曜日                            | 日曜日                  |
| ------- | ------ | -------- | -------- | ------------------------------------------- | -------- | -------- | --------------------------------- | ----------------------- |
| 2024.7  | 2024.9 | （なし） | （なし） | （なし）                                    | （なし） | （なし） | めざましどようび お天気キャスター | （なし）                |
| 2024.10 | 現在   | （なし） | （なし） | めざましテレビ 「ココ調」リポーター（隔週） | （なし） | （なし） | めざましどようび お天気キャスター | キャラビズジャーナル MC |

### 報道・情報番組
- めざましテレビ
  - 林佑香休暇時代理お天気キャスター(2024年12月18日・2025年3月17日)）
  - 藤井弘輝休暇時代理スポーツキャスター（2024年12月24日）
- Live選挙サンデー超速報SP（2024年10月27日） - 開票速報キャスター[25]

### バラエティ番組・その他
- 土曜プレミアム
  - FNS明石家さんまの推しアナGP（2024年4月20日）
  - 川島二宮のタミゴエ（2024年11月9日） - 進行[26]
- かまいまち 即完グルメ熱血店主GP2時間SP（2024年8月29日・9月19日・10月24日、2025年1月30日・2月20日） - 進行
- アウト×デラックス2024 世界中の誰よりアウト集結SP（2024年9月26日） - ゲスト[27]
- スゴ技！仕事人発掘イツザイさん！〜勘九郎がゆく！東海道新幹線＆リニアのヒミツSP！〜（2024年10月5日） - 初潜入ロケ[28]
- フジアナch. 上垣さんぽ（2024年11月4日〈3日深夜〉）[29][30][注釈 7]
- Lady Go（2024年11月15日（14日深夜） - ） - 鈴木唯と共にMC ※毎月1回、木曜日放送。関東ローカル[31][32]
- 久保みねヒャダこじらせナイト #267（2024年12月7日） - 下記イベント内容を一部抜粋して放送
- さんまウマ〜好きな馬の話 5日間連続でしゃべらせて!〜（2024年12月17日（16日深夜） - 21日（20日深夜））[33]
- 星になったスターたち（2024年12月17日） - 進行[34]
- 冗談来人プレゼンツ アオタガイグランプリ2024（2024年12月31日（30日深夜）、BSフジ） - 進行[35]
- うまレボ!（2025年1月4日、11日）[36]
- 新しいカギ（2024年11月2日、2025年4月 - ） - 進行

### イベント
- 久保みねヒャダこじらせライブ Vol.44〈昼の部〉（2024年10月6日、フジテレビ社屋） - ゲスト[37][38]